# Santa Àgueda d'Abella de la Conca

Santa Àgueda, respecte del terme d'Abella de la Conca

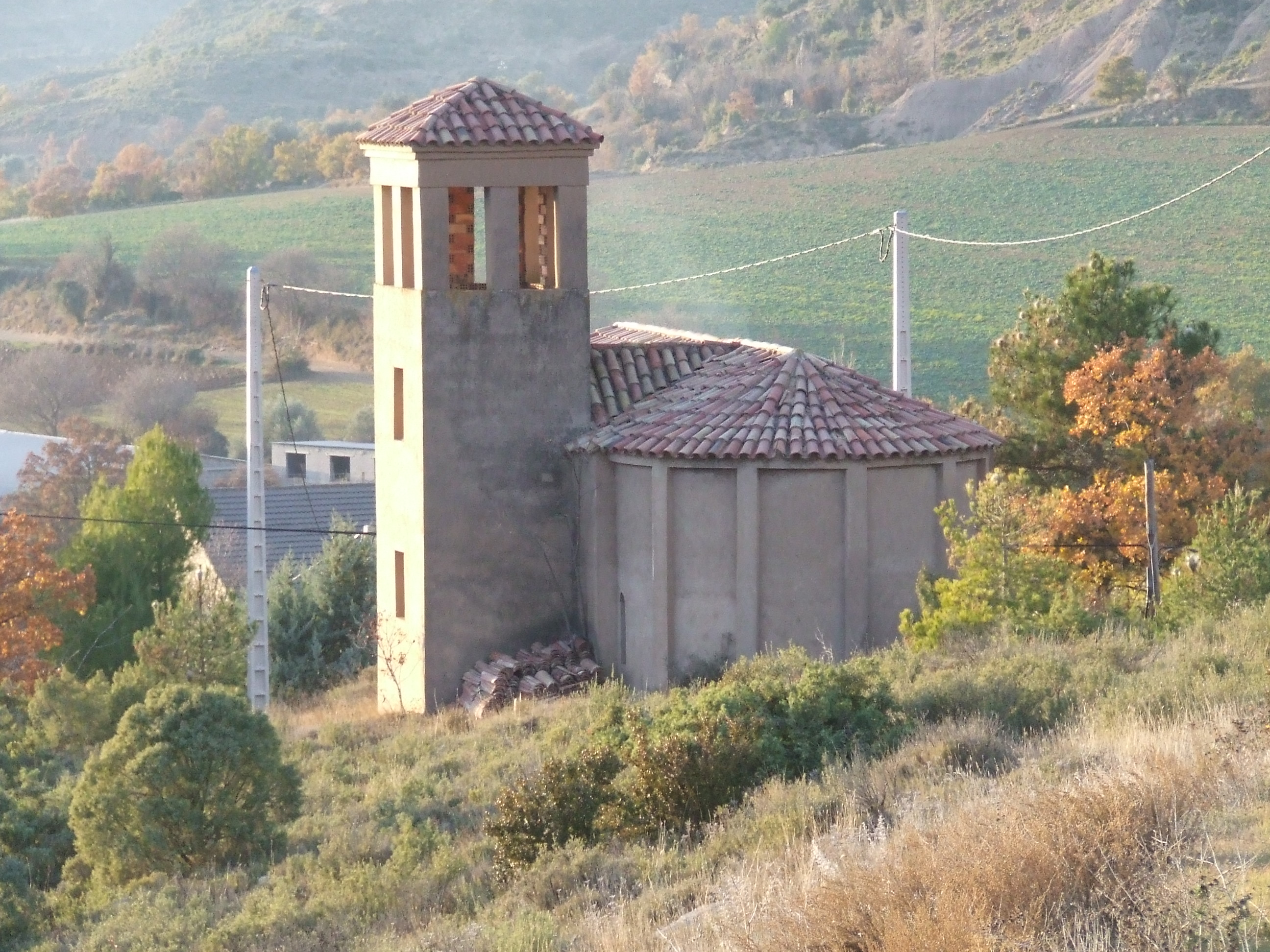
L'església, des del nord-est

L'església de Santa Àgueda d'Abella de la Conca és una església moderna construïda al Cap del Pla d'Abella, al sud del nucli vell del poble d'Abella de la Conca, al municipi del qual pertany, a la comarca del Pallars Jussà.
Està situada a l'Espiguet, al costat de llevant del lloc que actualment fa de cap administratiu del municipi: les antigues escoles, convertides actualment en Casa de la Vila.
Malgrat que va ser construïda per tal de substituir en el servei parroquial l'església de Sant Esteve d'Abella de la Conca, no s'ha fet servir mai més que en molt comptades excepcions. L'edifici està fet pel que fa a les parets, sostre i teulada i terra, però roman inacabat a l'interior, que és del tot sense arrebossar. Sí, en canvi, que posseeix uns vells bancs de fusta disposats de forma convencional dins d'una església.

## Etimologia
Església advocada a santa Àgueda, situada a l'Espiguet, d'Abella de la Conca.